# Лакшукай
Лакшука́й (адыг. Лахъщыкъуай) — исчезнувший (упразднённый) аул в Теучежском районе Республики Адыгея. В настоящее время затоплен водами Краснодарского водохранилища.

## География

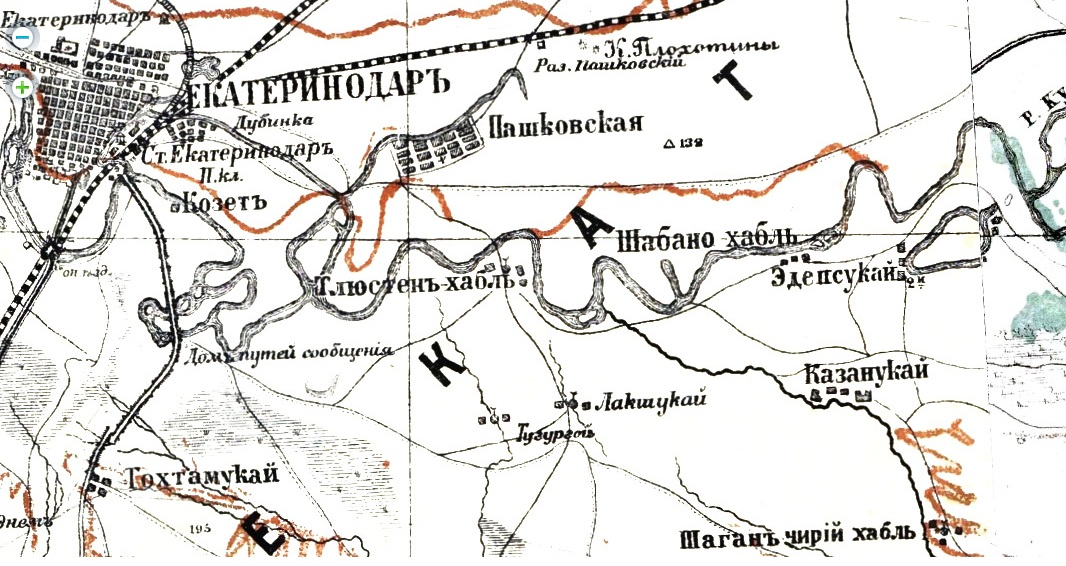
Аул Лакшукай на пятиверстной карте XIX века

Аул располагался в северной части Теучежского района, в междуречье рек Псекупс и Четук, чуть выше их впадения в Кубань. Находился в 12 км к юго-востоку от города Краснодар и в 25 км к северо-западу от районного центра — Понежукай.
Граничил с землями населённых пунктов: Тугургой на северо-западе, Тлюстенхабль на севере, Шабанохабль на северо-востоке, Старый Казанукай на востоке, Шаханчериехабль и Гатлукай на юго-востоке, Казазов на юге и Шенджий на юго-западе.

## История

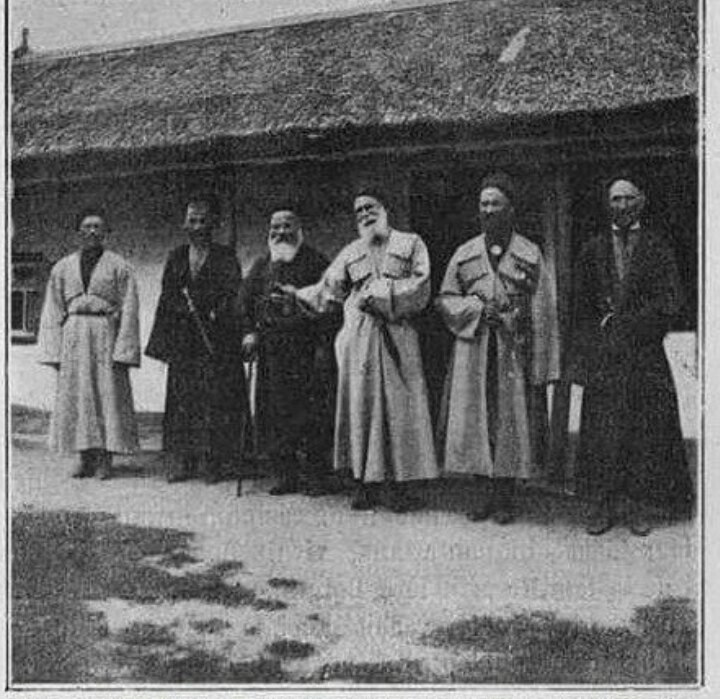
Бжедугский князь Султан Салатчерий (в центре) и члены его семьи в ауле Лакшукай. 1898 год.

Аул был основан в 1859 году бжедугским князём Лакшук из рода Салатчерий, незадолго до завершения Кавказской войны. Исторически относился к хамышевским (один из бжедугских подразделений) аулам. 
Название Лакшукай переводится как «аул Лакшука», где Лакшук (адыг. Лахъщыкъу) — имя собственное и «ай» — притяжательное местоимение, указывающее на принадлежность.
После завершения Кавказской войны, население аула резко сократилось в ходе вызванного ею мухаджирства. На 1883 год в ауле было 124 двора с общей численностью населения в 733 человека.
В 1967 году было предпринято решение о строительстве Краснодарского водохранилища, после чего местное население было постепенно вывезено из аула.
В 1973 году аул был упразднён и затоплен. Большая часть жителей была переселена в город Адыгейск, основанный в 1969 году для переселенцев из затопляемых аулов. 

## Топографические карты
- Лист карты E-3-7-Б.